# Bischkeker Zentralmoschee
Die Bischkeker Zentralmoschee ist eine Moschee in Bischkek, der Hauptstadt Kirgisistans.

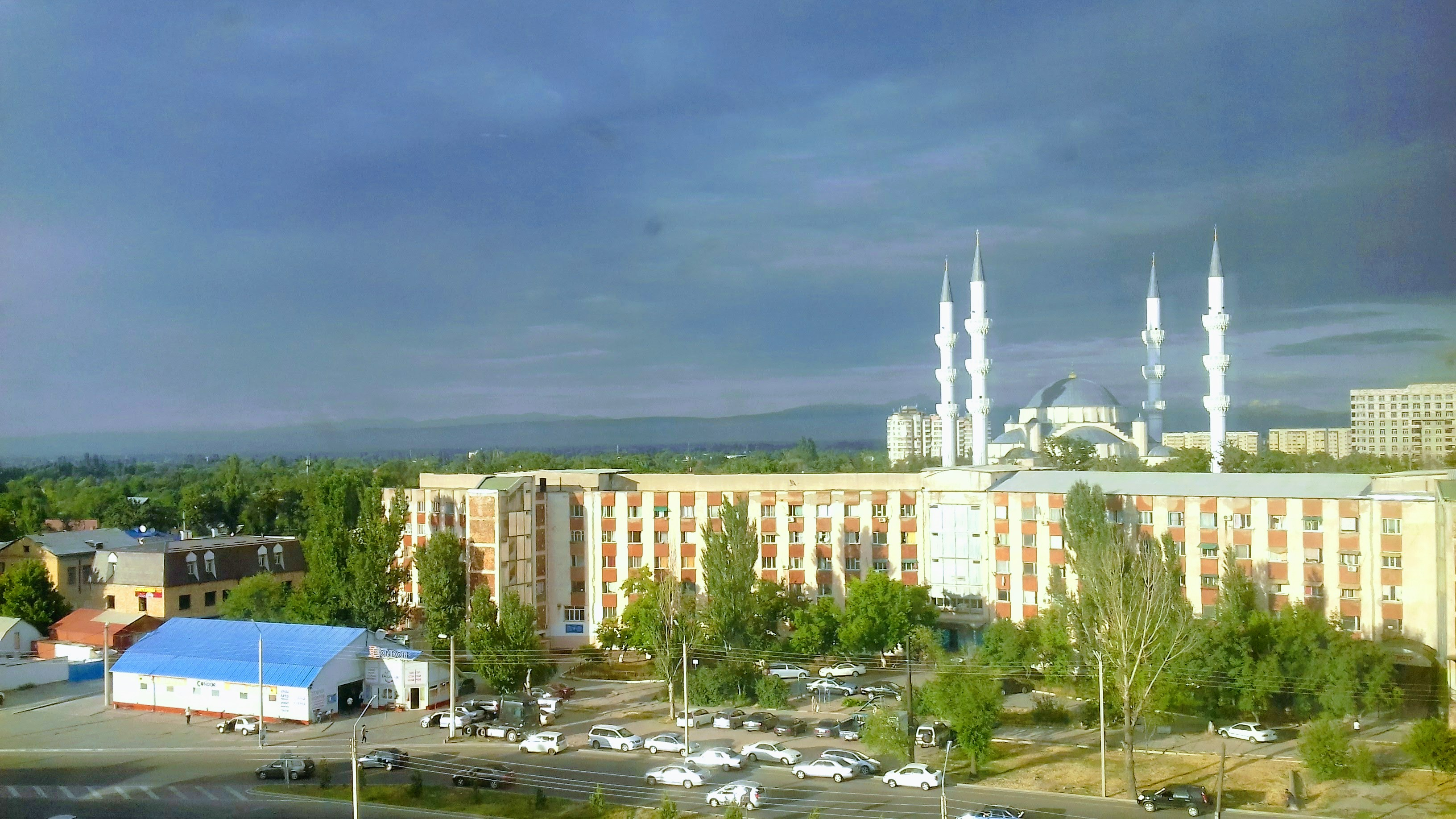

## Geschichte
Die Moschee wurde von der türkischen Regierung über Diyanet finanziert. Der Bau begann 2012 und endete 2017, offiziell eröffnet wurde die Moschee allerdings erst im Beisein von Sooronbai Dscheenbekow und Recep Tayyip Erdoğan am 2. September 2018. Die Baukosten betrugen 25 Millionen US-Dollar. Die Moschee wurde in der Türkei entworfen, Bauarbeiter wurden aber lokal angestellt.

## Architektur
Die Architektur ähnelt der der Kocatepe-Moschee in Ankara und ist in einem neoosmanischen Stil gehalten. Kirgisische Moscheen haben normalerweise breitere Minarette und eine einzige Kuppel, während die Bischkeker Moschee über mehrere Kuppeln und filigranere Minarette verfügt.
Die Minarette sind 70 Meter hoch, die Kuppel ist 37 Meter hoch. Die Moschee hat ein Fassungsvermögen von 20.000 Personen.